# Викторија Брежњева
Викторија Петрова Брежњева (рус. Викто́рия Петро́вна Бре́жнева; рођена 11. децембра 1907, умрла 5. јула 1995. године) је била супруга познатог совјетског политичара и председника СССР-а Леонида Брежњева. Током вођства њеног мужа Комунистичком партијом и државом била је потпуно повучена уз јавног живота.

## Биографија
Рођена је 1907. године у Белгороду као Викторија Денисова. Према неким историчарима имала је јеврејске крви, што није доказано. Упознала је Леонида Брежњева 1925. да би се три године касније венчали. Следеће године Викторија је родила своје прво дете, Галину, а четири године након тога и Јурија. Викторијин однос са Брежњевим описан је био старомодан и традиционалан. Према мемоарима брежњевљевских рођака, Викторија је подстицала Леонидову материјалистичку перспективу. Током владавине Брежњева, Викторија је била на маргинама, није волела да привлачи пажњу јавности. Њен последњи наступ у јавности био је на Брежњевљевој сахрани 1982. После смрти мужа живела је у старом стану и умрла 1995. године од дијабетеса. На њеној сахрани се за разлику од остатка породице, није појавила њена ћерка Галина.